# 斎藤鶴子
斎藤 鶴子（さいとう つるこ、1909年8月20日 - 2000年9月30日）は、日本の平和運動家。

## 経歴
宮崎県延岡で、7人兄弟中の3姉妹の長女として生まれた。父は教員で、各地の学校で校長を務めた。
1930年に、東京女子高等師範学校附属高等女学校専攻科を卒業した。在学中は幼児教育を専門とした倉橋惣三に師事し、またテニスに打ち込んだ。その後、結婚して東京・中野に定住したが、戦時中の1944年には山形県に疎開していた。
1950年代に、PTA活動に参加するようになったことをきっかけに、社会問題への関心を深め、1954年の第五福竜丸の被爆事件を機に、安井郁らが組織した主婦学習グループ「杉の子会」に加わり、原水爆禁止運動、平和運動に関わり始め、1955年に『朝日新聞』への投書をきっかけに投稿者らの女性グループ「草の実会」に参加して、1967年には「草の実会」を母体に平和研究グループを組織し、原水爆禁止運動などに取り組んだ。この間、イギリスの哲学者バートランド・ラッセルと書簡を交わし、「ラッセル支持者協議会」を立ち上げた。また、第五福竜丸の保存運動にも関与し、1973年に財団法人第五福竜丸平和協会が設立されると、その評議委員となり、1982年には理事となった。